# Église Saint-Antoine-de-Padoue (Eger)
Pour les articles homonymes, voir Église Saint-Antoine-de-Padoue.
L'église Saint-Antoine-de-Padoue (en hongrois : Páduai Szent Antal-templom) ou usuellement église des Minimes (Minorita templom) est une église située à Eger. Elle côtoie l'Hôtel de ville sur Dobó István tér.